# Zé Luiz (basket-ball)
Pour les articles homonymes, voir Zé Luiz.
José Luiz Santos de Azevedo, plus connu sous le nom de Zé Luiz, né le 1er mars 1929, est un ancien joueur brésilien de basket-ball.

## Palmarès
- 3e des Jeux panaméricains de 1951